# Chandragadhi
Chandragadhi (nepalski: भद्रपुर नगरपालिका, trl. Caṁdragaṛhī, trb. Ćandragarhi) – gaun wikas samiti we wschodniej części Nepalu w strefie Meći w dystrykcie Jhapa. Według nepalskiego spisu powszechnego z 2001 roku liczył on 3303 gospodarstw domowych i 16052 mieszkańców (8081 kobiet i 7971 mężczyzn).